# A2 (Man)
De A2 is een tweestrooksweg op het Britse eiland Man. De weg verbindt de hoofdstad Douglas met plaats Ramsey langs de oostkust via Laxey en is ongeveer 23 km lang. De weg kruist bij Governor's Bridge met de A18, eveneens richting Ramsey en twee keer met de A15, die slechts een lus via Maughold vormt. 
De weg sluit bij Quarterbridge aan op de A1 Douglas - Peel en volgt voor een groot deel het traject van de Manx Electric Railway van Douglas naar Ramsey. In Laxey sluit de Manx Electric Railway aan op de Snaefell Mountain Railway, die naar de top van de berg Snaefell gaat. Het bekende Laxey Wheel ligt slechts 600 meter van de A2. Een ander markant punt langs de weg is King Orry's Grave, een prehistorisch megalietencomplex dat in het volksgeloof het graf van Godred Crovan ("King Orry") zou zijn, voormalig heerser over het Koninkrijk Dublin en het Koninkrijk Man uit 1059. King Orry's Grave bestaat uit twee gedeelten aan weerszijden van Ballaragh Road in Laxey, vlak bij de A2.
Van Governor's Bridge tot aan Quarterbridge maakt de A2 deel uit van de Snaefell Mountain Course, sinds 1911 het circuit van de TT van Man en sinds 1923 ook van de Manx Grand Prix. Het gebruik als stratencircuit heeft gevolgen voor de aanleg en het onderhoud van de weg. Zo zijn de rotondes bij Quarterbridge op de weg geschilderd en de rotonde bij de A18 wordt omzeild door de coureurs via een klein weggetje (Governor's Dip) te laten rijden. 

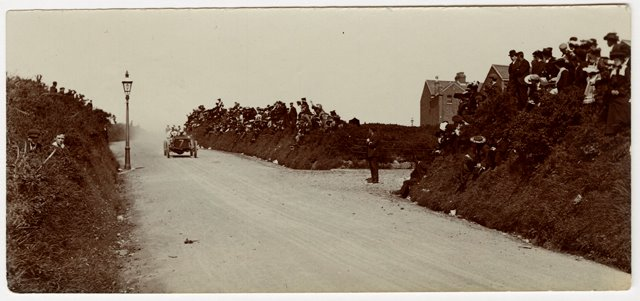
De A2 in Douglas (Bray Hill) rond 1905.
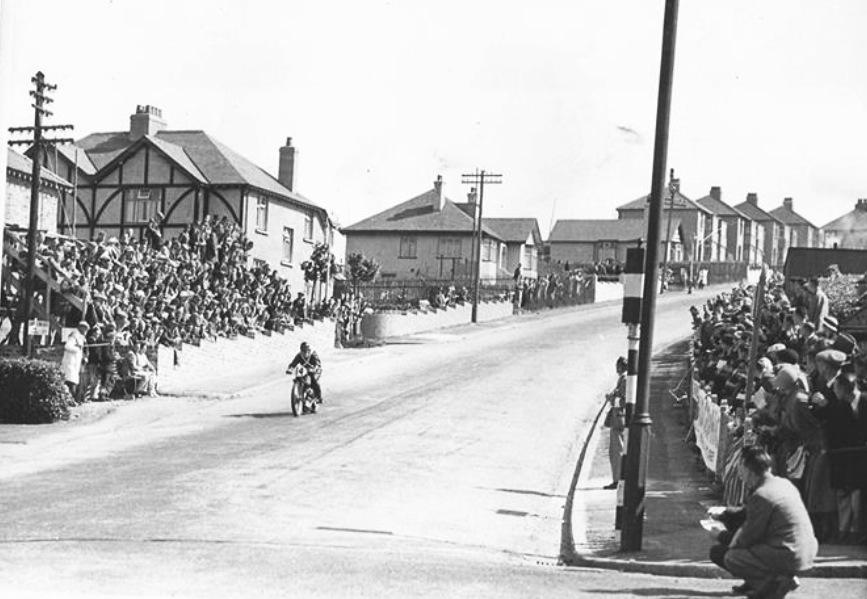
Bray Hill in de jaren dertig.
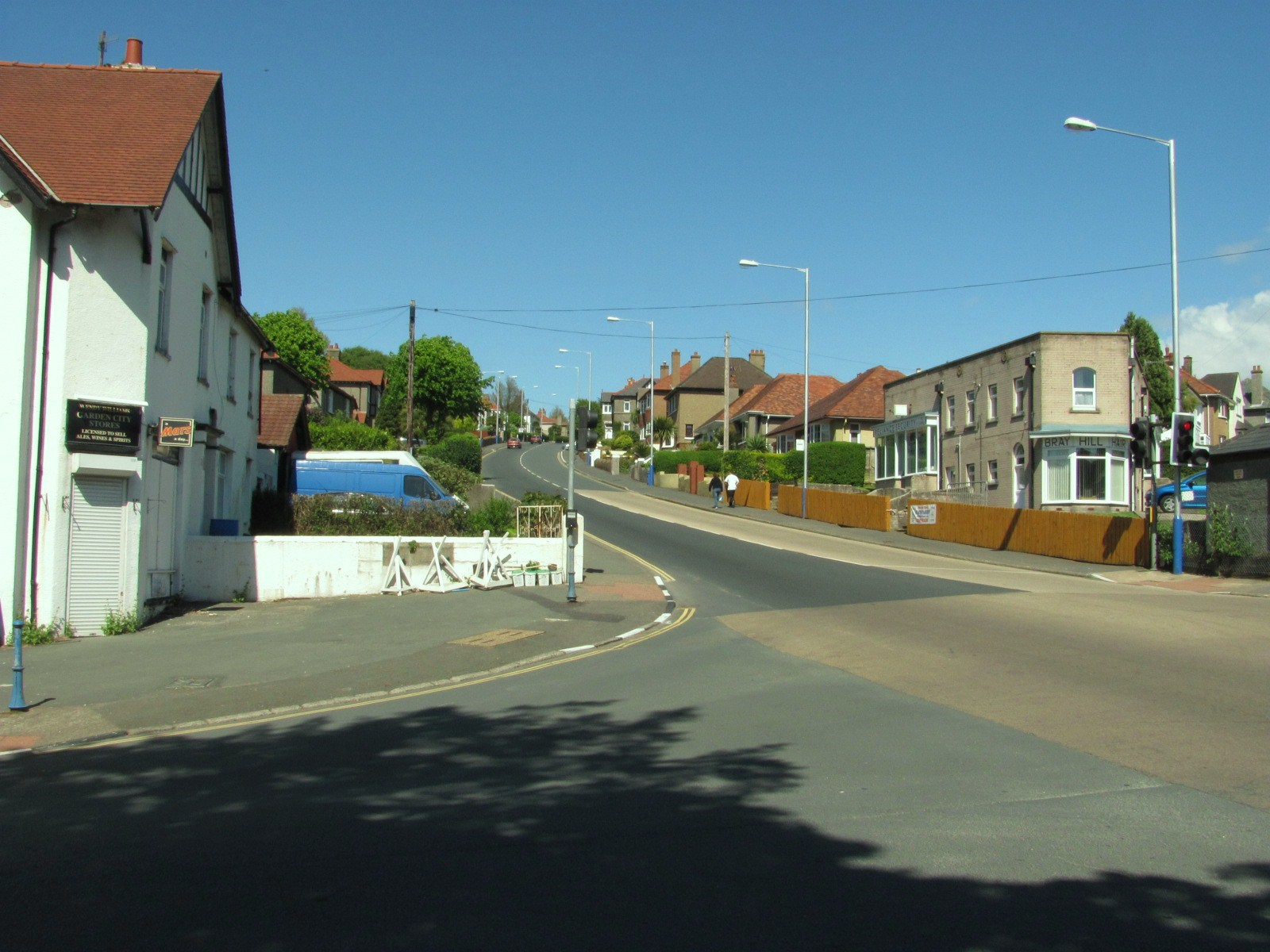
Bray Hill in 2010.
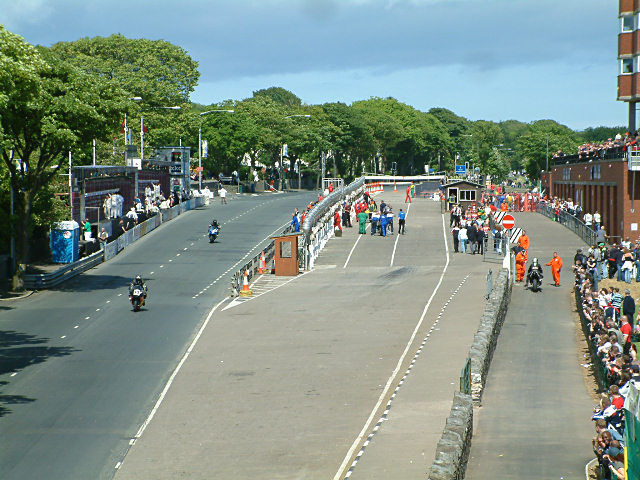
TT Grandstand met pitstraat (rechts) en scorebord (links) op Glencrutchery Road, die deel uitmaakt van de A2.
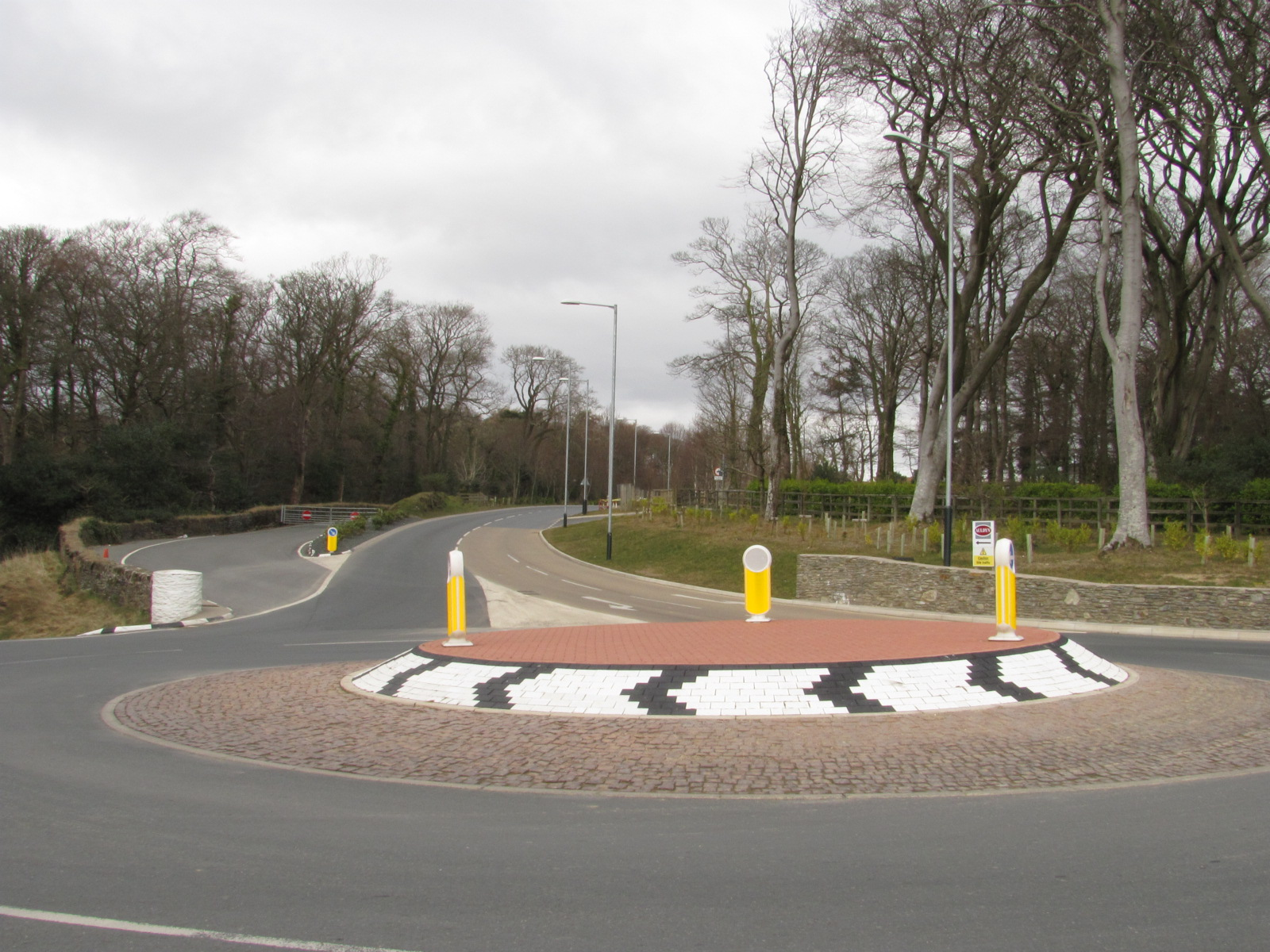
De rotonde bij Governor's Bridge (A18). De coureurs gebruiken de hoofdweg niet, maar komen uit het parallelweggetje en draaien scherp rechts via "Governor's Dip".
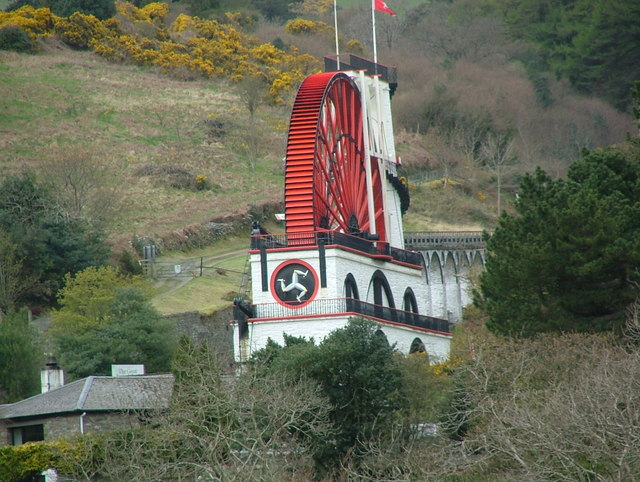
Great Laxey Wheel
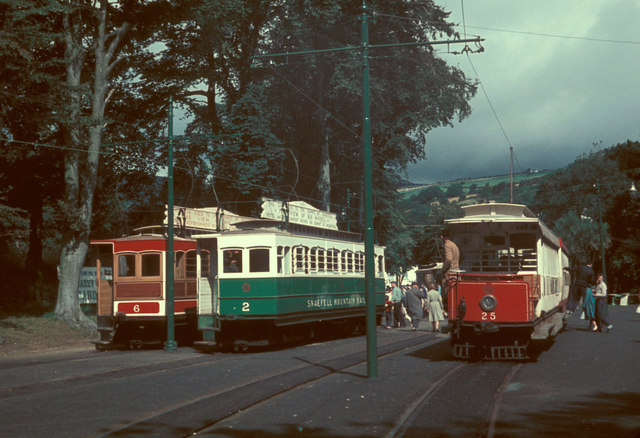
Wagens nr. 2 en nr. 4 van de Snaefell Mountain Railway, wagen nr. 25 van de Manx Electric Railway op Laxey Station.
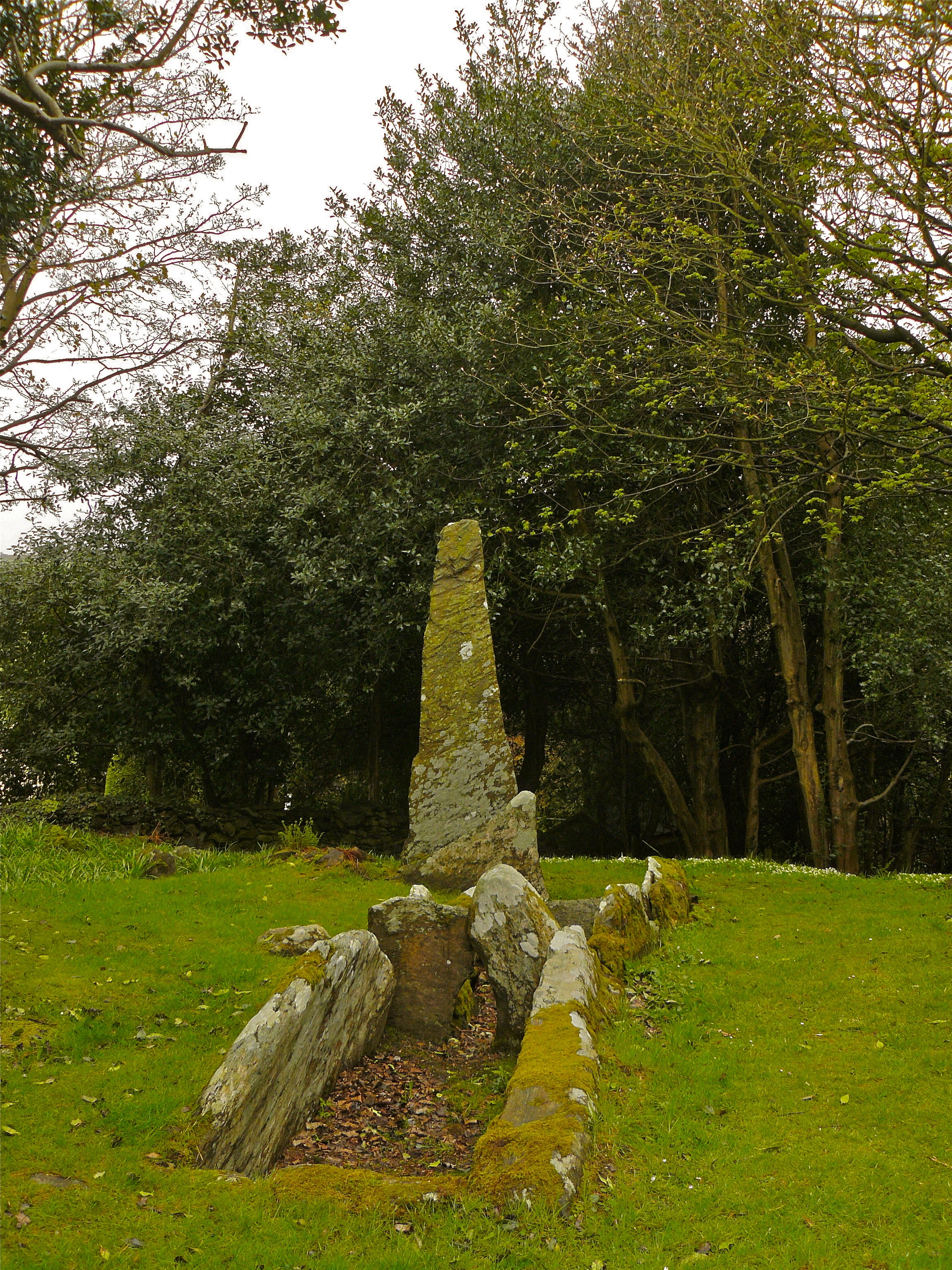
King Orry's grave
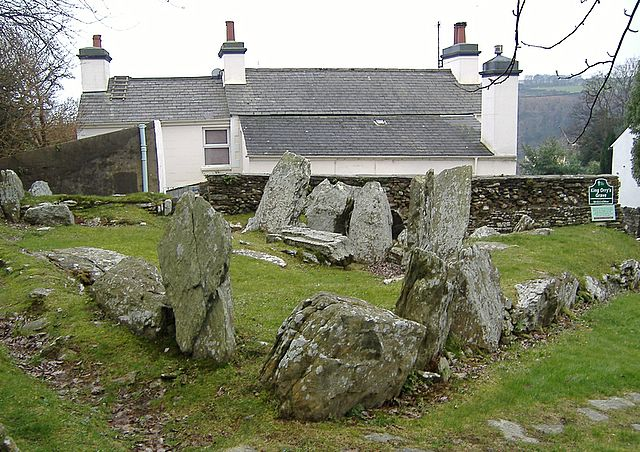
King Orry's grave

A1 · 
A2 · 
A3 · 
A4 · 
A5 · 
A6 · 
A7 · 
A8 · 
A9 · 
A10 · 
A11 · 
A12 · 
A13 · 
A14 · 
A15 · 
A16 · 
A17 · 
A18 · 
A19 · 
A20 · 
A21 · 
A22 · 
A23 · 
A24 · 
A25 · 
A26 · 
A27 · 
A28 · 
A29 · 
A30 · 
A31 · 
A32 · 
A33 · 
A34 · 
A35 · 
A36 · 
A37 · 
A38 · 
A39 · 
A40